# Умершие в мае 1943 года
Это список известных людей, соответствующих установленным критериям значимости (см. Википедия:Критерии значимости персоналий), умерших в мае 1943 года.
Причина смерти указывается лишь в исключительных случаях (убийство, самоубийство, гибель в результате военных действий, смертная казнь, ДТП или несчастные случаи). В остальных случаях — не указывается.

## 1 мая
- Калинин, Дмитрий Семёнович (32) — участник Великой Отечественной войны, Герой Советского Союза.
- Сафронова, Валентина Ивановна — участник Великой Отечественной войны, партизанка Брянского городского партизанского отряда. Герой Советского Союза.

## 2 мая
- Лутце, Виктор (52) — начальник штаба СА после убийства Эрнста Рёма; последствия автокатастрофы.
- Памфилов, Константин Дмитриевич — советский государственный деятель.

## 3 мая
- Немков, Иван Андреевич (29) — участник Великой Отечественной войны, Герой Советского Союза.
- Сгибнев, Пётр Георгиевич — участник Великой Отечественной войны, Герой Советского Союза.

## 4 мая
- Андре, Жорж (53) — французский легкоатлет, призёр летних Олимпийских игр в Лондоне 1908 (прыжки в высоту) и Антверпене 1920 (эстафета 400х400 метров) погиб в боях под Танжером
- Михаил Васильев (23) — Герой Советского Союза.

## 5 мая
- Фадеев, Вадим Иванович (25) — Герой Советского Союза.

## 7 мая
- Алексий (Громадский) — глава Украинской автономной православной церкви в юрисдикции Московского патриархата, митрополит Волынский и Житомирский, экзарх Украины (с 25 ноября 1941 года). Убит бойцами ОУН.

- Мурсалов, Шохуб — талышский педагог, переводчик, общественный деятель, видный деятель талышского национально-культурного возрождения.
- Телешевский, Михаил Захарович — Герой Советского Союза.

## 8 мая
- Анелевич, Мордехай — деятель Движения Сопротивления, комендант Еврейской боевой организации, официальный руководитель Восстания в Варшавском гетто. Совершил самоубийство, чтобы не попасть в плен.
- Коваль, Дмитрий Иванович (25) — Герой Советского Союза.

## 9 мая
- Таран, Пётр Тихонович (23) — Герой Советского Союза.

## 10 мая
- Азаров, Сергей Семёнович — участник Великой Отечественной войны, заместитель командира эскадрильи 57-го гвардейского истребительного авиационного полка 216-й смешанной авиационной дивизии 4-й воздушной армии Северо-Кавказского фронта, Герой Советского Союза (посмертно) (1943), гвардии старший лейтенант. Умер от ожогов, полученных в воздушном бою.
- Цындрин, Валентин Даниилович — юный герой-пионер, подпольщик, партизан Великой Отечественной войны.

## 12 мая
- Базылев, Иван Кириллович — советский солдат из разведывательно-диверсионной группы Н. В. Колосова, Герой Советского Союза (посмертно) (1944). Погиб в бою.
- Безруков, Филипп Иванович — советский солдат из разведывательно-диверсионной группы Н. В. Колосова, Герой Советского Союза (посмертно) (1944). Погиб в бою.
- Горячев, Владимир Петрович (20) — советский солдат из разведывательно-диверсионной группы Н. В. Колосова, Герой Советского Союза (посмертно) (1944). Погиб в бою.
- Ефимов, Вячеслав Борисович — сержант из разведывательно-диверсионной группы Н. В. Колосова, Герой Советского Союза (посмертно) (1944). Погиб в бою.
- Колосов, Николай Васильевич — старший лейтенант, руководитель разведывательно-диверсионной группы. Герой Советского Союза (посмертно) (1944). Погиб в бою.
- Михаил Мягкий — советский солдат из разведывательно-диверсионной группы Н. В. Колосова, Герой Советского Союза (посмертно) (1944). Погиб в бою.
- Усенко, Матвей Алексеевич (44) — кавалер двух орденов Красного Знамени до учреждения ордена Ленина, генерал-майор Рабоче-крестьянской Красной Армии.

## 13 мая
- Карл Беренс (33) —  инженер-проектировщик, активный участник антифашистского сопротивления, член разведывательной сети «Красная капелла».
- Коц, Аркадий Яковлевич (71) — советский поэт и переводчик.

## 14 мая
- Кочетов, Иван Данилович (25) — Герой Советского Союза.
- Минчугов, Дмитрий Михайлович (31) — Герой Советского Союза.
- Павлович, Дринка (24) — югославская учительница, участница Народно-освободительной войны Югославии; казнена.
- Четкович, Елена (26) — югославская сербская партизанка, участница Народно-освободительной войны, Народный герой Югославии; казнена.

## 15 мая
- Бобин, Николай Алексеевич (28) — Герой Советского Союза.

## 16 мая
- Андреевский, Владимир Михайлович — российский государственный деятель, действительный статский советник, член Государственного совета, умер в эмиграции в Париже.

## 17 мая
- Булаев, Александр Дмитриевич (32) — Герой Советского Союза.
- Савушкин, Александр Петрович (25) — Герой Советского Союза.

## 19 мая
- Рауд, Кристьян (77) — эстонский художник и рисовальщик, один из основателей Эстонского национального музея.

## 20 мая
- Иван Ефременко (25) — Герой Советского Союза.

## 21 мая
- Валькот, Вильям Францевич — британский архитектор и художник.
- Соломатин, Алексей Фролович (22) — Герой Советского Союза.
- Шепетов, Иван Михайлович (40) — советский военачальник, генерал-майор.

## 22 мая
- Каменщиков, Владимир Григорьевич (28) — Герой Советского Союза.
- Кузьмин, Павел Семёнович (29) — советский моряк-подводник.

## 23 мая
- Барулин, Михаил Михайлович (45) — советский шахматный композитор. Репрессирован, реабилитирован посмертно.

## 24 мая
- Орасмаа, Йоханнес (52) — эстонский военачальник, генерал-майор.

## 25 мая
- Медведев, Виктор Михайлович (30) — советский железнодорожник, начальник депо Елец Московско-Донбасской железной дороги, Герой Социалистического Труда.

## 26 мая
- Николай Кудря (21) — Герой Советского Союза.
- Осипов, Михаил Михайлович (24) — Герой Советского Союза.

## 28 мая
- Владимир Терлецкий (25) — Герой Советского Союза.
- Фёдоров, Владимир Павлович — лётчик-испытатель при летно-испытательной станции авиаконструктора А. Я. Щербакова.

## 29 мая
- Альтенберг, Марьян — украинский пианист и дирижёр, дирижёр Львовского оперного театра (1939—1941). Казнён немецкими оккупантами в Варшаве.
- Хамадан, Александр Моисеевич (34) — советский журналист; погиб в плену.

## 30 мая
- Бородий, Алексей Демьянович (41) — Герой Советского Союза.
- Шелушков, Григорий Иванович — Герой Советского Союза.

## 31 мая
- Александр (Стойка) (52) — епископ мукачевский (1932—1943), русинский общественный деятель
- Холлендер, Тадеуш (33) — польский поэт, сатирик, переводчик.